# Plérin
Plérin (bret. Plerin) – miejscowość i gmina we Francji, w regionie Bretania, w departamencie Côtes-d’Armor.
Według danych na rok 1990 gminę zamieszkiwało 12 108 osób, a gęstość zaludnienia wynosiła 437 osób/km² (wśród 1269 gmin Bretanii Plérin plasuje się na 20. miejscu pod względem liczby ludności, natomiast pod względem powierzchni na miejscu 319.).